# Какко (герцог Фриуля)
Какко (Каккон; лат. Cacco, Kakkon; погиб в 610-е или 620-е годы) — герцог Фриуля (610—610-е/620-е) из рода Гаузы. Правил совместно со старшим братом Тасо.

## Биография
Основным повествующим о Какко нарративным источником является «История лангобардов» Павла Диакона.
Какко был вторым сыном правителя Фриульского герцогства Гизульфа II и Ромильды. Какко и его брат Тасо были уже совершеннолетними, когда в 610 года их отец погиб в сражении с вторгнувшимися в герцогство аварами. Из-за неосмотрительности своей матери дети Гизульфа — четыре сына и четыре дочери — попали в плен при взятии аварами Чивидале-дель-Фриули. Однако братьям — Тасо, Какко, Радоальду и Гримоальду — удалось бежать.
Вскоре после ухода аваров Какко и Тасо возвратились во Фриуль и начали совместно править герцогством. При них под власть фриульских герцогов попали населённые славянами земли между рекой Гайль и Маглерном.
По свидетельству Павла Диакона, Какко и Тасо были приглашены в Одерцо византийским патрикием Григорием, которого современные историки идентифицируют с одноимённым экзархом Равенны, и там убиты. Похожую историю сообщает и франкский историк первой половины VII века Фредегар, однако он называет убийцей экзарха Исаака, а местом гибели герцогов — Равенну.
Противоречивость свидетельств первичных источников не позволяет установить точную дату гибели Какко и Тасо. Современные историки предлагают несколько возможных дат убийства фриульских герцогов: 616 год, период между 619 и 625 годами, или, приблизительно, около 626 года.
После гибели Какко и Тасо власть над Фриульским герцогством перешла к их дяде Гразульфу II.